# Pueblo Italiano
Pueblo Italiano é um município da província de Córdova, na Argentina.